# توليدو (بارانا)
توليدو، بارانا هي بلدية في البرازيل، تتبع بارانا، بلغ عدد سكانها 119٬313  نسمة، في 2010، تبلغ مساحتها 1٬197٫016 كيلومتر مربع، رمزها البريدي هو 85900-001.

## الموقع
تشترك في الحدود مع:
- ماريبا.

## أعلام
- ناثان أوتافيو
- ماركوس دي آزيفيدو
- جيان فيليبي
- جيرمانو كاردوسو جوستا